# Det gudomliga lättsinnet
Det gudomliga lättsinnet är en tysk komedifilm från 1943 i regi av Paul Verhoeven. Den är en tysk filmversion av Hjalmar Bergmans teaterpjäs Swedenhielms.

## Handling
Professor Lorenz och hans tre barn lever i en bekymmerslös tillvaro där pengar inte tycks vara något problem. Men var pengarna egentligen kommer ifrån har ingen av dem riktigt tänkt på. När de obönhörligen börjar ta slut hänger allt på att fadern tilldelas ett stort pris. Dagen före prisutdelningen dyker en mängd skuldsedlar upp.

## Rollista
- Ewald Balser - Prof. Lorenz
- Viktor de Kowa - Philipp
- Maria Landrock - Monika
- Gustav Knuth - Georg
- Hedwig Wangel - frau Baumann
- Marianne Simson - Klaudia
- Curd Jürgens - Petersen
- Paul Bildt - Prof. Mylius
- Erich Ponto - Pauly
- Max Gülstorff - Quandt
- Eduard von Winterstein - läkare
- Bruno Hübner - flegmatikern
- Ernst Stahl-Nachbaur - filologen